# حسان بن عبد الله بن سهل
أبو علي حسان بن عبد الله بن سهل الكندي الواسطي توفي عام 222 هـ أحد العلماء ومن رواة الحديث عند أهل السنة والجماعة.
أصله من واسط، سكن مصر وتوفي بها. روى عن: المفضل بن فضالة وابن لهيعة والليث بن سعد وخلاد بن سليمان ويعقوب بن عبد الرحمن وغيرهم. وروى عنه البخاري والنسائي وابن ماجه بواسطة الصغاني وعمرو بن منصور وإبراهيم بن محمد الفريابي وأبو حاتم الرازي وأبو عبيد ويحيى بن معين ويعقوب بن سفيان والربيع الجيزي ويحيى بن عثمان بن صالح السهمي وغيرهم.
قال أبو حاتم: ثقة. وذكره ابن حبان في الثقات. وقال ابن يونس: صدوق حسن الحديث.